# SIAI-Marchetti S.205
Die SIAI-Marchetti S.205 ist ein viersitziges einmotoriges Flugzeug des italienischen Herstellers SIAI-Marchetti.

## Geschichte und Konstruktion
Die S.205 entstand 1964 auf Grund einer Idee des SIAI-Marchetti Chefdesigner Alexander Brena. Das Flugzeug war ein Ganzmetalltiefdecker, von einem Lycoming-360-A1B6D Kolbenmotor mit 200 PS angetrieben und bot Platz für vier Personen. Die Weiterentwicklung S.208, wurde von einem 260-PS-Motor starken Motor angetrieben, besaß Einziehfahrwerk und fünf Sitze. Das erste produzierte Flugzeug, eine S. 205–18F, flog im Februar 1966 und die Auslieferung begannen im folgenden Jahr. Die Produktion wurde im Jahre 1975 unterbrochen, aber 1977 wieder aufgenommen um bis 1980 weitere 140 S. 205–20R für den Aero Club d’Italia zu produzieren.
Etwa 65 Rümpfe wurden in die Vereinigten Staaten transportiert, um in Syracuse, NY von der Waco Aircraft Company endmontiert zu werden. Zunächst wurde das Flugzeug als WACO Sirrus (Viersitzer) und später VELA S220 (fünfsitzig). Nach dem Tod von Mr. Berger, dem Präsidenten von WACO, wurde die Montage in den USA eingestellt.

## Einsatzgeschichte
Die italienische Luftwaffe erwarb 45 Flugzeuge und setzte sie als Verbindungs-, Schulflugzeug und als Segelflugzeugschlepper ein. Die militärische Variante trug die Bezeichnung S.208M. Sie unterschied sich von der zivilen Variante durch die Avionik, zwei Cockpittüren und einen Schlepphaken, sowie dem Fehlen einiger Treibstofftanks. Die ersten 4 ausgelieferten Flugzeuge waren S.205 und wurden später in S.208M umgerüstet.
Zwei Flugzeuge wurden an Tunesien geliefert und dort als Schulflugzeuge eingesetzt.

## Varianten
- S.205: Grundversion mit vier Sitzen, festem (F) oder einziehbarem (R) Dreipunktfahrwerk mit Bugrad wurde mit drei Motorvarianten angeboten
  - S.205 F/R-18: mit einem Avco Lycoming O-360
  - S.205 F/R-20: mit einem Avco Lycoming -360-A1B6D
  - S.205 F/R-22: mit einem Franklin 6A-350C1[1]
- S.206: Variante mit sechs Sitzen, nicht realisiert
- S.208A: Variante mit fünf Sitzen, einem 260 PS starken Motor und Einziehfahrwerk
- S.208M: Variante für die italienische Luftwaffe
- S.208AG: Variante als Landwirtschaftsflugzeug und Ambulanzflugzeug
- S.210: Zweimotorige Variante, ca. 12 wurden gebaut

## Militärische Nutzer
Äthiopien
 Italien
 Tunesien

## Technische Daten
| Kenngröße             | Daten (S.205 F/R-20)                                   |
| --------------------- | ------------------------------------------------------ |
| Besatzung             | 1                                                      |
| Passagiere            | 3                                                      |
| Länge                 | 8,00 m                                                 |
| Spannweite            | 10,86 m                                                |
| Höhe                  | 2,89 m                                                 |
| Flügelfläche          | 16,09 m²                                               |
| Flügelstreckung       | 7,04                                                   |
| Flügelpfeilung        | 2°                                                     |
| V-Stellung            | 5°40′                                                  |
| Profil                | Flügelwurzel: NACA 63-3-618, Flügelende: NACA 63-2-145 |
| Kabine (l × b × h)    | 1,78 m × 1,14 m × 1,32 m                               |
| Rüstmasse             | 740 kg                                                 |
| max. Startmasse       | 1250 kg                                                |
| Reisegeschwindigkeit  | 255 km/h                                               |
| Höchstgeschwindigkeit | 280 km/h                                               |
| Dienstgipfelhöhe      | 5380 m                                                 |
| Reichweite            | 1500 km                                                |
| Startrollstrecke      | 238 m                                                  |
| Startstrecke auf 15 m | 408 m                                                  |
| Landerollstrecke      | 190 m                                                  |
| Triebwerk             | 1 × Avco Lycoming-O360-A1B6D mit 149 kW (ca. 200 PS)   |

## Bildergalerie

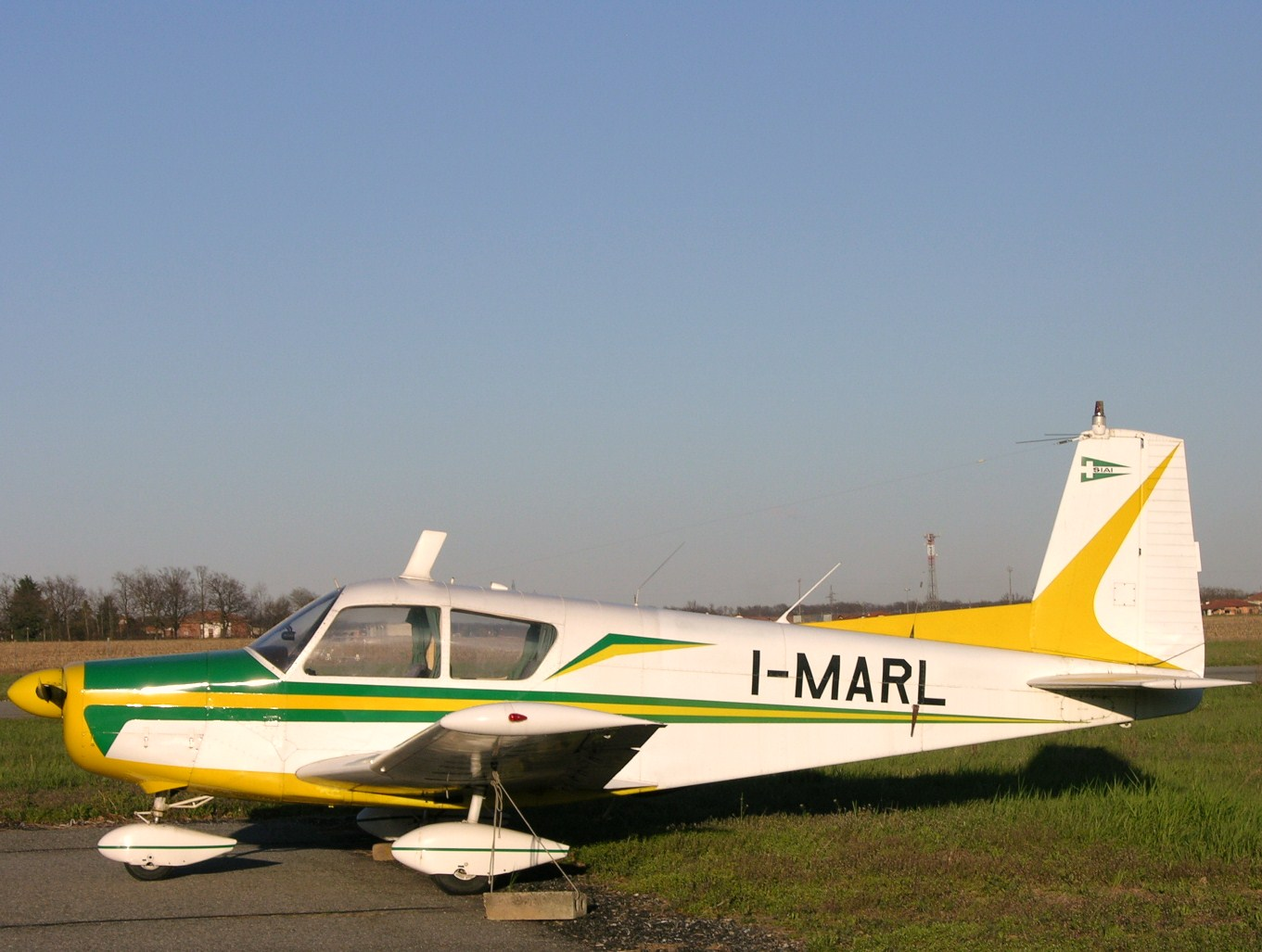
SIAI-Marchetti S.205 I-MARL (2009)
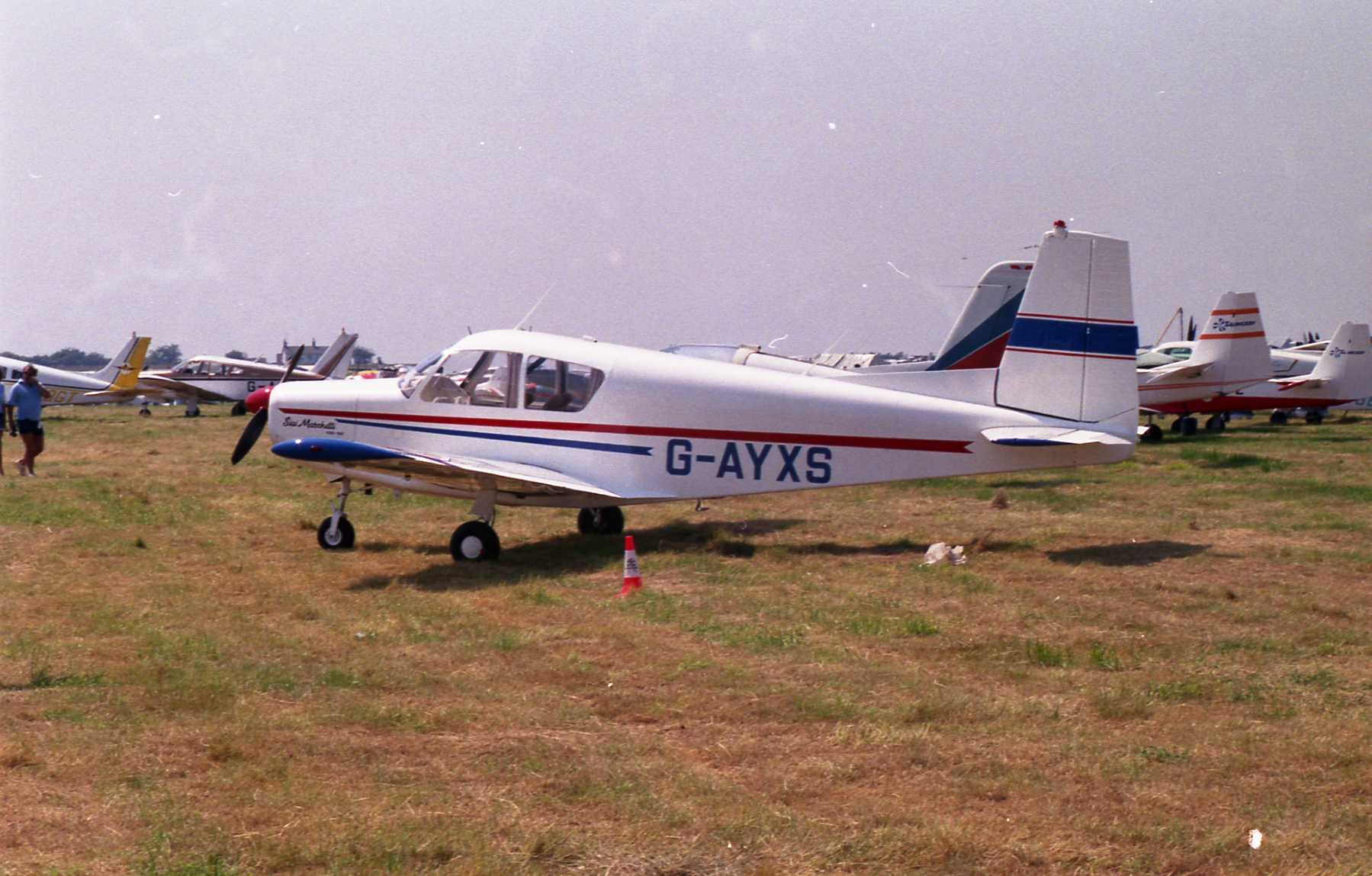
SIAI-Marchetti S.205 G-AYXS (2011)
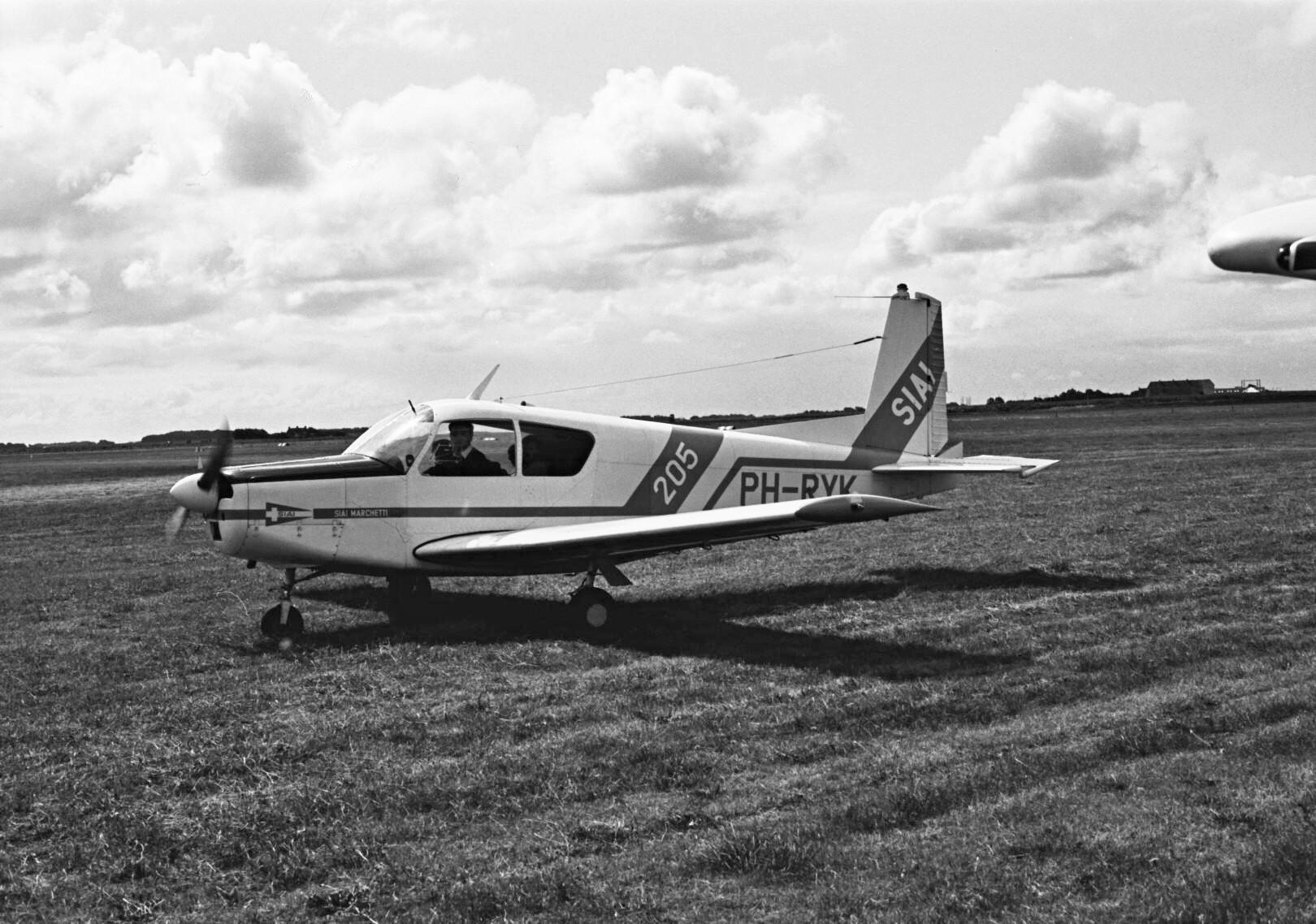
SIAI-Marchetti S.205 PH-RYK (2012)
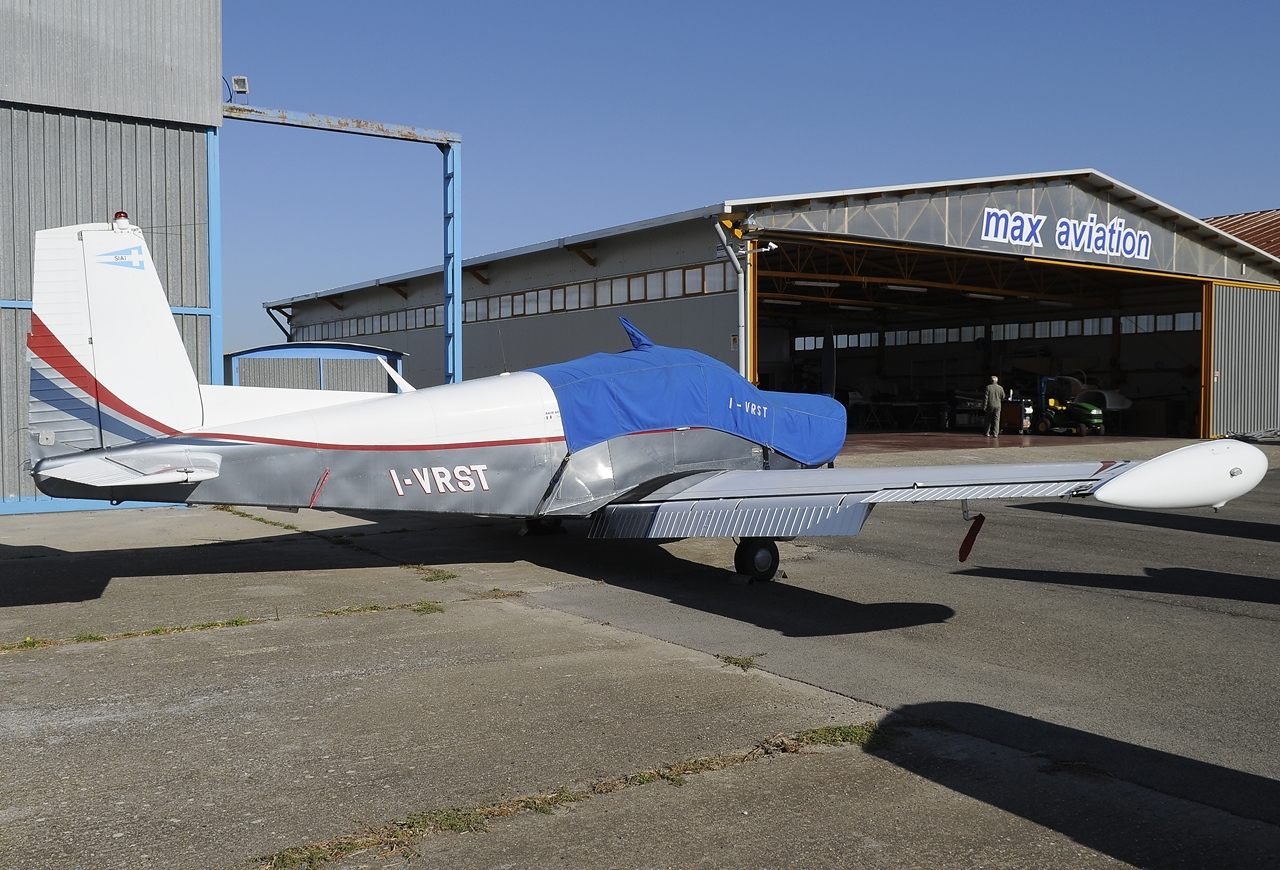
SIAI-Marchetti S205 20/R I-VRST (2010)